# Jonas Basanavičius
Jonas Basanavičius (født 23. november 1851, død 16. februar 1927) var en litauisk læge og videnskabsmand.